# Trophée César & Techniques
Trophée César & Techniques je ocenění udělované od roku 2011 Akademií filmových umění a technik během speciálního večera, který se koná na začátku ledna, odděleně od vyhlašování ceny César. Cena se týká pouze oblasti kinematografické techniky a uděluje se ve spolupráci s FICAM.

## Vývoj
První slavnostní večer se konal v roce 2010, ale jen s pozváním odborníků, bez udělení ceny. Trofej byla vytvořena v následujícím roce. Večery se konají vždy začátkem ledna, často v den, kdy je zahájeno hlasování o nominacích na Césara.
Akademie nejprve předem vybere společnosti, aby určila kandidáty. Tento úkol plní Výbor pro technický průmysl, složený z ředitelů technických filmových společností. Společnost může být oceněna, pokud se během roku podílela na natáčení francouzského filmu a je součástí FICAM. Od roku 2016 není společnost, která vyhrála cenu, být nominována na další tři následující roky. Firmy zařazené do užšího výběru jsou posuzovány na základě kritérií týkajících se udržení pracovních míst, technologických inovací, podpory tvorby a ekologicky udržitelného přístupu.
Na rozdíl od cen César se hlasuje už v polovině prosince. Volební účast je omezena na techniky, kteří se během roku podíleli na francouzském filmu (a proto mají nárok na příslušného Césara). Pět kategorií, které se týkají techniků, jsou kostýmy, výprava, střih, kamera a zvuk.
V letech 2015 až 2017 byla udělena také speciální cena César & Techniques. Cena v roce svého vzniku zahrnovala jen společnosti v oboru kinematografie, které trvale zaměstnávaly více než 50 lidí. V roce 2016 byla cena překlasifikována a odměňuje i ostatní společnosti.
V roce 2018 byla speciální cena César & Techniques nahrazena cenou Prix de l'innovation César &amp; Technique. Ta je určena poskytovatelům technických služeb ve francouzském kinematografickém průmyslu.
Ocenění se liší od běžných sošek Césara. Trofej má podobu reliéfního obličeje.

## Ocenění
- 2011: Archipel Productions (postprodukce), Julien Cloquet, Dominique Dalmasso, Jean Umansky, Dominique Vieillard, Gilles Benardeau, Christine Viau, Pierre-Yves Gauthier a Florian Thiebaux
- 2012: Mikros Image (vizuální efekty, animace, postprodukce), Gilles Gaillard
- 2013: Mikros Image (vizuální efekty, animace, postprodukce), Gilles Gaillard
- 2014: Transpalux (osvětlení), Didier Diaz
- 2015: Poly Son (zvuková postprodukce), Nicolas Nægelen
- 2016: M141 (postprodukce), Thibault Carterot
- 2017: Tapages & Nocturnes (pronájem a prodej profesionální audio techniky), Olivier Binet a Daniel Toni
- 2018: Mikros Image (vizuální efekty, animace, postprodukce), Gilles Gaillard
- 2019: Poly-Son Post Production
- 2020: Transpalux / Studios de Bry
- 2021: CLSFX Atelier 69
- 2022: Micro Climat Studios
- 2023: MPC Paris
- 2024: Poly-Son Post Production
- 2025: TSF Studios 77